# Hell Is Other Robots
Hell Is Other Robots (рус. Ад — это другие роботы) — девятый эпизод первого сезона мультсериала «Футурама». Его североамериканская премьера состоялась 18 мая 1999 года.

## Содержание
После концерта голов группы Beastie Boys Бендер идёт к своему старому другу Фендеру, где получает электрическую зависимость. Получив однажды почти смертельную дозу электрического заряда, Бендер решает обратиться в религию — Роботологию. Однако новый, положительный Бендер нравится членам «Межпланетного экспресса» намного меньше старого. Приехав в Атлантик Сити, Фрай и Лила провоцируют его на приём алкоголя, воровство и распутную жизнь.
Однако согласно одной из базовых доктрин Роботологии, согрешивший робот обречён на вечное мучение в аду для роботов. Туда и забирает Бендера Робот-дьявол. Фрай и Лила отправляются на поиски Бендера и находят вход в ад для роботов в заброшенном парке аттракционов в Нью-Джерси. Робот-дьявол предлагает им музыкальное соревнование, победив в котором, можно забрать Бендера. Но Лила не умеет играть на золотой скрипке и использует её, чтобы вырваться из лап Робота-Дьявола.
Выбравшись на волю, Бендер обещает никогда больше не становиться слишком хорошим или слишком плохим, а оставаться точно таким же, каким он был до вступления в Роботологическую церковь и до встречи с электро-наркоманами.

## Персонажи
Список новых или периодически появляющихся персонажей сериала
- Дебют: Головы группы Beastie Boys
- Дебют: Фендер
- Дебют: Робот-демон
- Дебют: Робот-дьявол
- Зубастик
- Робопроповедник
- Скраффи

## Интересные факты

### Отсылки к культурным явлениям
- Название эпизода — перефразированная цитата из Ж.-П. Сартра «Ад — это другие люди» (англ. Hell is other People).
- Среди наказаний, из которых Бендер делает выбор на «Колесе Фортуны», — «приятный массаж». Это отсылка на скетч Монти Пайтона «Испанская инквизиция».
- Название «роботология» обыгрывает саентологию.
- Когда Фрай и Лила заходят в аттракцион «The Inferno», на стене видно сердце с инициалами «H.S & M.B.» — это отсылка на Гомера Симпсона и Мардж Бувье из мультсериала «Симпсоны». Вероятно, этот аттракцион был другим.
- Момент, когда дьявол предлагает героям сыграть на золотой скрипке — отсылка к песне «Devil Went Down To Georgia[англ.]» группы «Charlie Daniels Band.f».

### Мелочи
- Символ Роботологии, который Робот-священник приваривает к телу Бендера — это символ, которым в США на электрических схемах обозначают резистор.
- В храме роботологии на стене висит программа на Бейсике (греши — иди в ад):

```
10 SIN
20 GOTO HELL
```

- Судя по словам профессора Фарнсворта, одними из самых распространённых религий мира стали опраизм (вымышленная религия, основанная американской телеведущей Опрой Уинфри) и вуду.
- На брошюре, которую дал робот-дьявол, когда он ехал с Бендером в вагонетке, было написано название серии.

### Отсылки к будущим эпизодам
В следующий раз робот-дьявол появится в серии A Tale of Two Santas, а его музыкальные таланты будут ещё раз продемонстрированы в серии «The Devil’s Hands Are Idle Playthings».